# 朝鮮民主主義人民共和国武力最高司令官
朝鮮民主主義人民共和国武力最高司令官（朝鮮語: 조선민주주의인민공화국 무력 최고사령관）あるいは朝鮮人民軍の最高司令官（ちょうせんじんみんぐんのさいこうしれいかん、朝鮮語: 조선인민군의 최고사령관）は、朝鮮民主主義人民共和国（北朝鮮）の軍隊である朝鮮人民軍の最高司令官。2011年12月より、北朝鮮第3代最高指導者の金正恩が奉職している。

## 歴代の最高司令官
| 肖像 | 氏名   | 任期                            | 生没年月日                            | 軍の階級（最終）        |
| ---- | ------ | ------------------------------- | ------------------------------------- | ----------------------- |
|      | 崔庸健 | 1948年2月8日 – 1950年7月4日     | 1900年6月21日 – 1976年9月19日 (76歳)  | 次帥                    |
|      | 金日成 | 1950年7月4日 – 1991年12月24日   | 1912年4月15日 – 1994年7月8日 (82歳)   | 大元帥                  |
|      | 金正日 | 1991年12月24日 – 2011年12月17日 | 1941年2月16日 – 2011年12月17日 (70歳) | 共和国元帥 · ↓ · 大元帥 |
|      | 金正恩 | 2011年12月30日 – 現職           | 1984年1月8日 – (41歳)                 | 共和国元帥              |